# OFC
För andra betydelser, se OFC (olika betydelser).
Oceania Football Confederation, mer känt under förkortningen OFC, är Oceaniens fotbollskonfederation, grundad 1966. OFC har sitt säte i Auckland.
I världsmästerskapet i fotboll för herrar har OFC representerats av Nya Zeeland under tävlingarna 1982 och 2010, samt av Australien under 1974 och 2006. OFC har inte haft och har ännu inte någon direktplats till VM, utan vinnaren i OFC:s turnering har fått kvala mot ett lag från en annan kontinent, vilket oftast inte lyckats.
2006 lämnade Australien OFC för att i stället bli medlem av den asiatiska fotbollskonfederationen. Detta gjorde man då man tyckte att konkurrensen hos OFC är för dålig och att man kommer att utvecklas bättre hos AFC. Efter 2006 har Nya Zeeland vunnit alla VM-kval för OFC och alla Oceaniska mästerskap (både herrar och damer), utom Oceaniska mästerskapet för herrar 2012.

## Damfotboll
OFC arrangerar Oceaniska mästerskapet i fotboll för damer. Den turneringen används också till kval för VM, till vilket OFC har en direktplats.
Nya Zeeland och Australien har deltagit i VM. OFC arrangerar också OS-kval.

## Herrfotboll
OFC arrangerar Oceaniska mästerskapet i fotboll för herrar. OFC har särskilt VM-kval för herrar, men OFC har inte någon direktplats till Fotbolls-VM, utan det bästa laget i OFC:s VM-kval får kvala mot ett lag från en annan världsdel. Det har varit så sedan OFC startade egna VM-kval till 1986 års turnering och kommer bli så även 2022. Men från och med 2026 kommer OFC att få en direktplats till VM.

## Medlemsländer
- Amerikanska Samoa (dam ·  herr)
- Cooköarna (dam ·  herr)
- Fiji (dam ·  herr)
- Kiribati (dam ·  herr)[a]
- Mikronesien (dam ·  herr)[a]
- Niue (dam ·  herr)[a]
- Nya Kaledonien (dam ·  herr)
- Nya Zeeland (dam ·  herr)
- Papua Nya Guinea (dam ·  herr)
- Salomonöarna (dam ·  herr)
- Samoa (dam ·  herr)
- Tahiti (dam ·  herr)
- Tonga (dam ·  herr)
- Tuvalu (dam ·  herr)[a]
- Vanuatu (dam ·  herr)

Före detta medlemmar
- Australien (1966–1972, 1978–2006)
- Israel (1986–1994)
- Kinesiska Taipei (1976–1978, 1982–1989)
- Nordmarianerna (1998–2009)

## Anmärkningslista
1. 1 2 3 4  Associerad medlem i OFC men inte i Fifa.